# Боскети (Кунео)
Боскети је насеље у Италији у округу Кунео, региону Пијемонт.
Према процени из 2011. у насељу је живело 58 становника. Насеље се налази на надморској висини од 436 м.